# Avro 533 Manchester
Avro 533 Manchester là một loại máy bay ném bom/trinh sát không ảnh hai tầng cánh hai động cơ của Anh trong Chiến tranh thế giới I, do hãng Avro thiết kế chế tạo.

## Biến thể
- Avro 533A Mk I
- Avro 533A Mk II

## Tính năng kỹ chiến thuật (Mark I)
Dữ liệu lấy từ Jane's Fighting Aircraft of World War I, Avro Aircraft since 1908
Đặc điểm tổng quát
- Kíp lái: 3
- Chiều dài: 37 ft (11,2 m)
- Sải cánh: 60 ft (18,29 m)
- Chiều cao: 12 ft 6 in (3,81 m)
- Diện tích cánh: 813 ft² (75,6 m²)
- Trọng lượng rỗng: 4.887 lb (2.221 kg)
- Trọng lượng có tải: 7.390 lb (3.359 kg)
- Động cơ: 2 × ABC Dragonfly kiểu động cơ piston bố trí tròn 9 xy-lanh, làm mát bằng không khí, 320 hp (240 kW)  mỗi chiếc

 Hiệu suất bay 
- Vận tốc cực đại: 128 mph (206 km/h)
- Vận tốc tắt ngưỡng: <45 mph (72 km/h)
- Trần bay: 17.000 ft (5.200 m)
- Thời gian bay: 5 h 45 phút

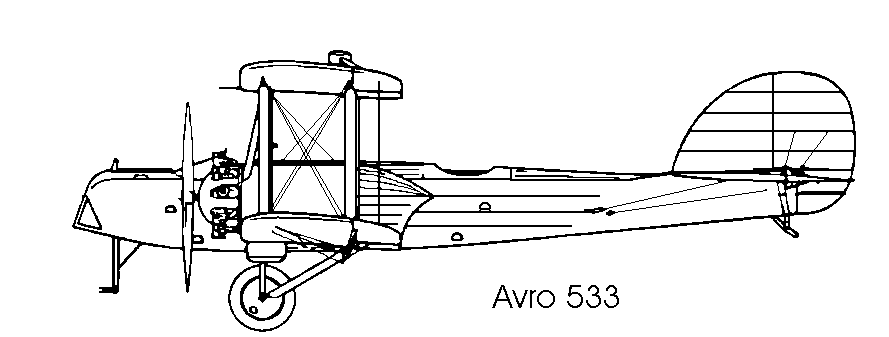
Avro 533 Mk 1 (thiết kế nguyên bản)

- Lên độ cao10.000 ft (3.050 m): 14 phút 20 giây.

Trang bị vũ khí

- Súng: 2 × súng máy Lewis .303 in (7,7 mm)[4]
- Bom: 880 lb (400 kg)